# Maevarano-formatie

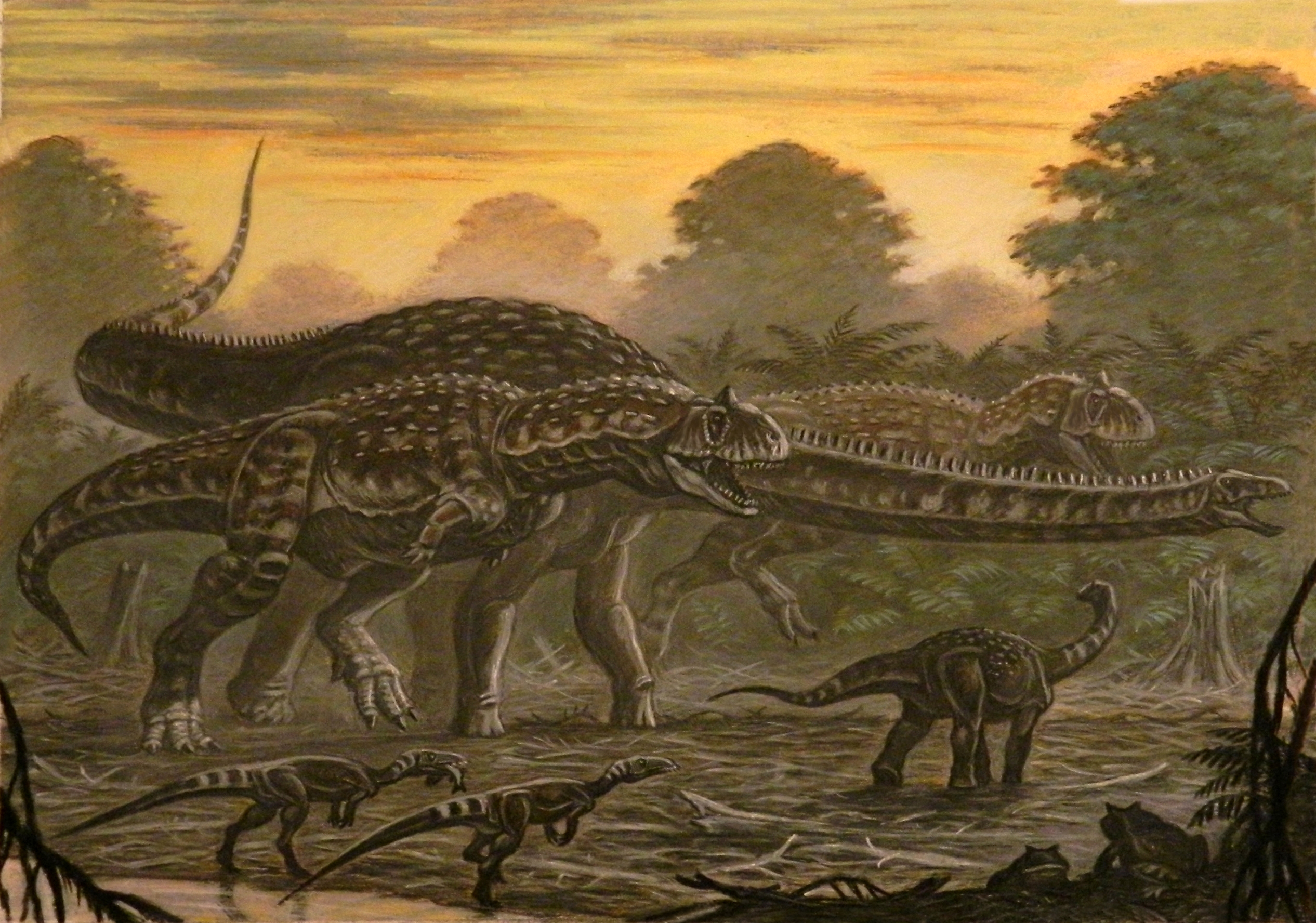
Majungasaurus belaagt Rapetosaurus met op de voorgrond Masiakasaurus

De Maevarano-formatie is een geologische formatie in Madagaskar die afzettingen uit het Laat-Krijt omvat. Het is met name bekend als vindplaats van fossielen van dinosauriërs en zoogdieren.

## Locatie en ouderdom
De Maevarano-formatie bevindt zich in de kustregio Mahajanga in het noordwesten van Madagaskar. De afzettingen dateren uit het Maastrichtien met een ouderdom van 70 tot 66 miljoen jaar. De formatie is afgezet in een halfdroog gebied met rivieren. Madagaskar maakte tot in het Krijt deel uit van het supercontinent Gondwana, waarna het ongeveer 88 miljoen geleden geïsoleerd kwam te liggen.

## Fauna
De eerste fossielen werden al in 1895 gevonden, maar de voornaamste vondsten zijn gedaan in de jaren negentig van de twintigste eeuw en het begin van de eenentwintigste eeuw. Dieren uit de Maevarano-formatie zijn kikkers zoals de grote hoornkikker Beelzebufo, schildpadden, slangen zoals Madtsoia, hagedissen, archosauriërs en zoogdieren.

### Archosauriërs
Er zijn ten minste zeven soorten krokodilachtigen bekend uit de Maevarano-formatie. Tot de krokodilachtigen behoorden ook herbivore en landbewonende vormen. De dinosauriërs uit de Maevarano-formatie zijn de abelisauriër Majungasaurus, de noasauriër Masiakasaurus, de titanosauriërs Rapetosaurus en Vahiny, en ten minste vijf soorten vogels of nauwe verwanten zoals Rahonavis. Met een lengte tot zeven meter was Majungasaurus waarschijnlijk het voornaamste roofdier van Madagaskar in het Laat-Krijt.

### Zoogdieren
De zoogdieren uit de Maevarano-formatie behoren tot de Gondwanatheria. De fossielen van Vintana en Adalatherium zijn de compleetste vondsten van Gondwanatheria en hebben veel informatie gegeven over het uiterlijk, de leefwijze en de verwantschap van deze groep.  